# Plozévet
Plozévet (bret. Plozeved) – miejscowość i gmina we Francji, w regionie Bretania, w departamencie Finistère.
Według danych na rok 1990 gminę zamieszkiwało 2838 osób, a gęstość zaludnienia wynosiła 104 osoby/km² (wśród 1269 gmin Bretanii Plozévet plasuje się na 198. miejscu pod względem liczby ludności, natomiast pod względem powierzchni na miejscu 324.).